# Великий адмирал (Италия)
Великий Адмирал (итал. Grande Ammiraglio) — высшее воинское звание в Королевских ВМС Королевства Италия в 1924—1947 годах. Соответствует званию «Маршал Италии» в Королевской армии и «Маршал авиации» в Королевских ВВС. Является «пятизвёздным» званием (по применяемой в НАТО кодировке — OF-10).

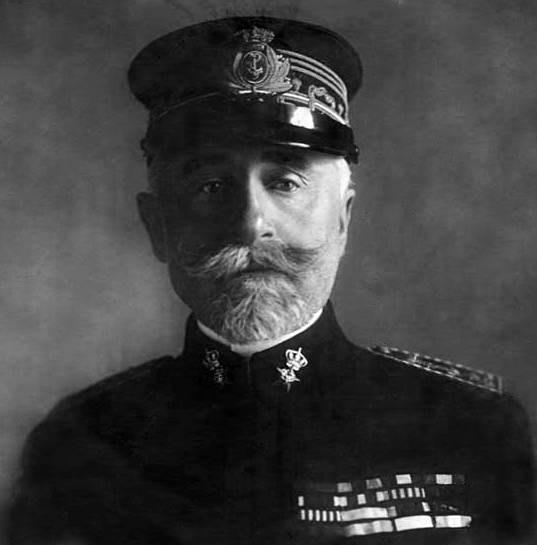
Паоло Эмилио Таон ди Ревель - единственный, кто удостоился этого звания

## История
Звание учреждено Королевским указом №1908 от 4 ноября 1924 года по инициативе Бенито Муссолини для увековечивания заслуг Адмирала графа Паоло Эмилио Таон ди Ревеля, герцога дель Маре, руководившего действиями итальянского королевского флота во время Первой мировой войны (звание присвоено в тот же день).
Звание было упразднено в 1946 году после падения монархии в Италии. Больше это звание никогда и никому не присваивалось.

## Галерея
Знаки различия учреждены приказом от 26 марта 1925 г.

Погон
Второй вариант нарукавного знака различия
Штандарт Великого Адмирала